# Stomatitis vesicularis
Die Stomatitis vesicularis („Bläschenentzündung der Maulschleimhaut“) oder Vesikulärstomatitis ist eine mild verlaufende Viruskrankheit bei Huftieren (vor allem Pferden, Maultieren, Rindern; selten Schweinen). Die Erkrankung wurde erstmals gegen Ende des 19. Jahrhunderts in Südafrika beobachtet und tritt heute vor allem in Amerika, insbesondere im karibischen Raum häufiger auf. Die Erkrankung ist insbesondere wegen ihrer Übertragbarkeit auf den Menschen (Zoonose) und ihrer Ähnlichkeit mit der Maul- und Klauenseuche (MKS) von Bedeutung und zählt deshalb zu den anzeigepflichtigen Tierseuchen. In Europa ist sie bislang, bis auf ein lokales Vorkommen im Kosovo im Jahre 1996, nicht aufgetreten.

## Ätiologie

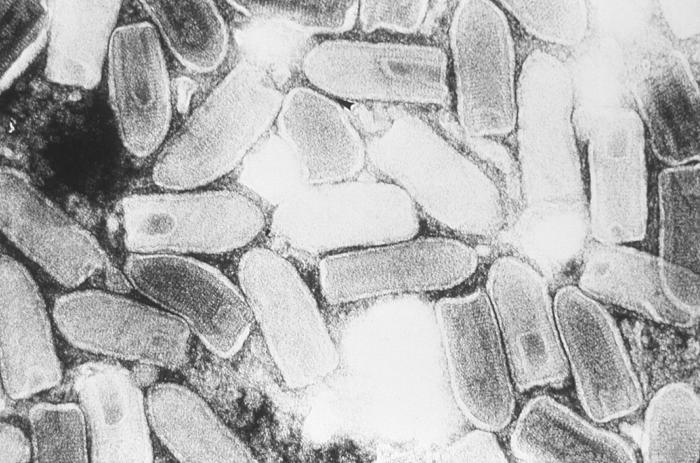
VSV

Der Erreger der Erkrankung ist das Vesicular stomatitis virus (VSV) aus der Gattung Vesiculovirus der Familie Rhabdoviridae. Man unterscheidet verschiedene Spezies und Serotypen des VSV, Typusspezies ist das Indiana-Vesiculovirus (VSIV oder VSV-IN).
Der genaue Übertragungsweg ist bislang ungeklärt. Es wird angenommen, dass die Verbreitung über direkten und indirekten Kontakt und Insekten (Sandfliegen), die Infektion über Wunden in der Maulschleimhaut erfolgt.
Die Stomatitis vesicularis kann als Epidemie auftreten, aber auch nur wenige Tiere betreffen.

## Klinisches Bild
Die Stomatitis vesicularis ähnelt bei Rindern einer milden Maul- und Klauenseuche. Sie äußert sich in Blasenbildung in der Maulhöhle, die zu starkem Speicheln und Anorexie führt, und an den Zitzen, die zu abnehmender Milchleistung führt und als häufige Komplikation eine Euterentzündung begünstigt. Der Verlauf ist im Regelfall gutartig und die Krankheit heilt innerhalb von 2 bis 3 Wochen spontan aus.
Bei Pferden dominiert die Blasenbildung in der Maulhöhle, bei Schweinen treten die Blasen vor allem an den Füßen auf.
Beim Menschen äußert sich die Stomatitis vesicularis mit grippeähnlichen Symptomen (Fieber, Halsschmerzen).

## Diagnostik
Zur Untersuchung können Speichel, Flüssigkeit aus den Bläschen und Schleimhautproben verwendet werden. Weil der Mensch empfänglich für die Erkrankung ist, sollten bei der Probenentnahme Schutzhandschuhe getragen werden.
Eine Verdachtsdiagnose kann durch elektronenmikroskopischen Nachweis des Virus in Probenmaterial gestellt werden. Das Virus-Antigen kann mittels ELISA, Komplementfixation und Virusneutralisationstest nachgewiesen werden.
Differentialdiagnostisch muss bei Rindern und Schweinen vor allem die MKS ausgeschlossen werden. Die Bläschen bei der Stomatitis vesicularis lassen sich weder klinisch noch pathohistologisch von denen der MKS unterscheiden, Pferde sind für MKS nicht empfänglich. Weiterhin sind das Vesikuläre Exanthem (Schweine, selten Pferde) sowie bei Schweinen die Vesikuläre Schweinekrankheit auszuschließen.

## Bekämpfung
Die Stomatitis vesicularis ist in den meisten Ländern der Welt anzeigepflichtige Tierseuche. Eine Therapie ist nicht möglich, erkrankte Tiere werden bis zur Ausheilung unter Quarantäne gestellt.